# Xã Crook, Quận Drew, Arkansas
Xã Crook (tiếng Anh: Crook Township) là một xã thuộc quận Drew, tiểu bang Arkansas, Hoa Kỳ. Năm 2010, dân số của xã này là 305 người.